# Hans-Christian Pape
Hans-Christian Pape (* 14. April 1956 in Bad Oeynhausen) ist ein deutscher Neurophysiologe und Hochschullehrer an der Westfälischen Wilhelms-Universität in Münster.

## Leben
Pape studierte an der Ruhr-Universität Bochum Biologie. Nach seiner Promotion arbeitete er 1987 als Postdoctoral Research Associate an der Stony Brook University und der Yale University. Er wurde 1992 im Fach Physiologie bei Ulf Eysel an der Medizinischen Fakultät in Bochum habilitiert. Von 1994 bis 2004 lehrte Pape als Professor für Physiologie an der Universität Magdeburg. Seit 2004 ist er Professor und Direktor des Instituts für Physiologie I (Neurophysiologie) an der Medizinischen Fakultät der Universität Münster. 
Er wurde 2017 zum Präsidenten der Alexander von Humboldt-Stiftung gewählt und trat sein Amt am 1. Januar 2018 an. Seine Amtszeit endete am 31. Dezember 2022.
Pape gilt als einer der führenden Experten in der Erforschung der neurophysiologischen Grundlagen des Verhaltens. Er untersucht die molekularen und zellulären Grundlagen von Furcht und Furchtgedächtnis sowie Prozesse zur Regulation von Schlaf und Wachheit.

## Mitgliedschaften
- Senat der Deutschen Forschungsgemeinschaft (1999–2005)
- Wissenschaftsrat (2011–2017)
- Vorsitzender der Wissenschaftlichen Kommission des Wissenschaftsrats (2016–2017)
- Präsident der Alexander von Humboldt-Stiftung (2018–2022)

## Ehrungen
- Förderpreis der Rudolf v. Bennigsen-Foerder-Stiftung für Wissenschaft und Bildung (1990)
- Gottfried-Wilhelm-Leibniz-Preis (1999)
- Deutsche Akademie der Naturforscher Leopoldina (seit 2003)
- Lehrer des Jahres an der Westfälischen Wilhelms-Universität Münster (2006)
- Max-Planck-Forschungspreis (2007), mit Raymond Dolan (University College London)
- Bundesverdienstkreuz 1. Klasse (2024)[4]

## Veröffentlichungen (Auswahl)
- Eysel, Ulf T., Florentin Wörgötter, and H -C. Pape: Local cortical lesions abolish lateral inhibition at direction selective cells in cat visual cortex. Experimental Brain Research 68 (1987): 606-612.
- Pape, Hans-Christian, and David A. McCormick: Noradrenaline and serotonin selectively modulate thalamic burst firing by enhancing a hyperpolarization-activated cation current. Nature 340.6236 (1989): 715-718.
- Seidenbecher, T., Laxmi, T. R., Stork, O., & Pape, H. C. (2003): Amygdalar and hippocampal theta rhythm synchronization during fear memory retrieval. Science, 301(5634), 846-850.
- Hans-Christian Pape, Sven G. Meuth, Thomas Seidenbecher, Thomas Munsch, Thomas Budde: Der Thalamus: Tor zum Bewusstsein und Rhythmusgenerator im Gehirn. In: e-Neuroforum. vol. 11, no. 2, 2005, S. 44–54. doi:10.1515/nf-2005-0202
- J. Terlau, J.-W. Yang, Z. Khastkhodaei, T. Seidenbecher, H. J. Luhmann, H.-C. Pape, A. Lüttjohann: Spike-wave discharges in absence epilepsy: segregation of electrographic components reveals distinct pathways of seizure activity. In: J Physiol. Band 598, 2020, S. 2397–2414. doi:10.1113/JP279483